# واين دانيلز
واين دانيلز (بالإنجليزية: Wayne Daniels)‏ هو لاعب كرة قدم أمريكية أمريكي، ولد في 18 أبريل 1987.